# La Punition des rebelles

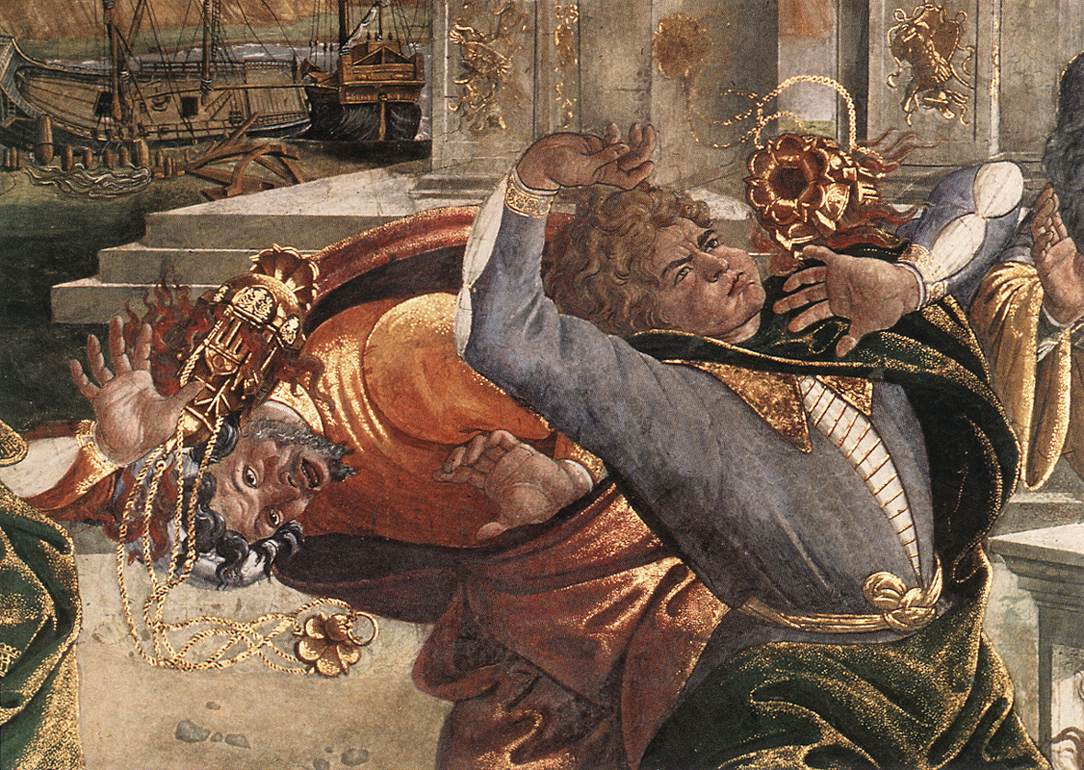
Détail

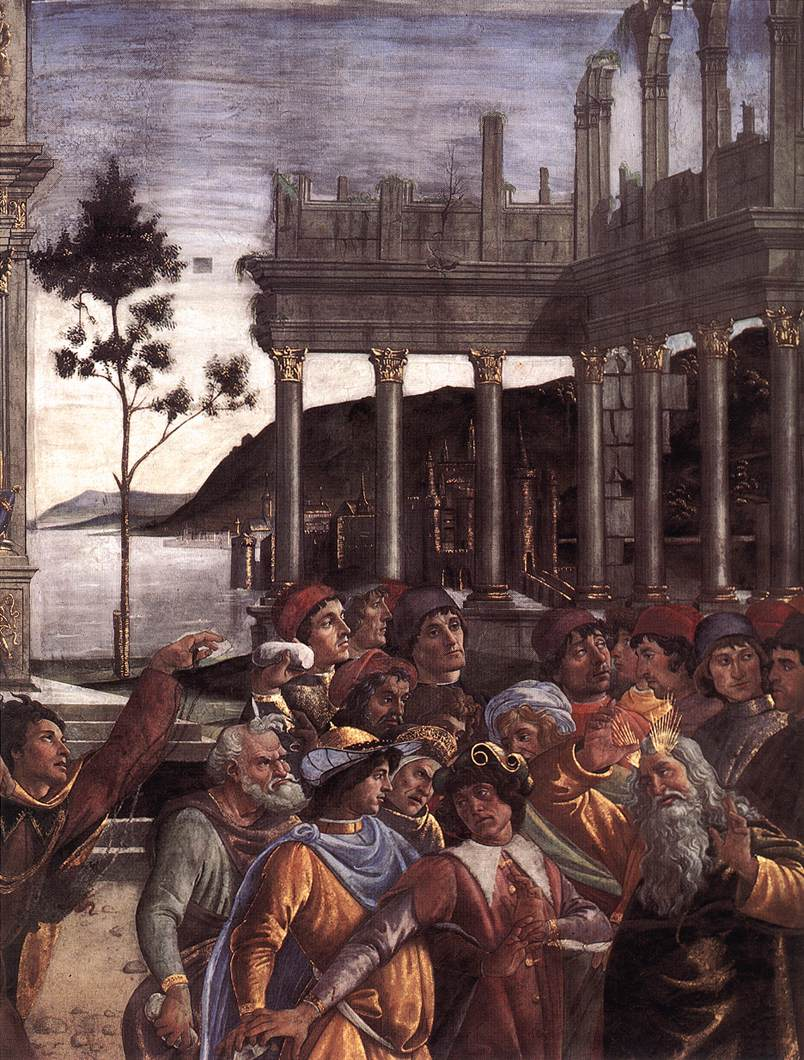
Détail

La Punition des rebelles (en italien : Punizione dei ribelli) est une fresque  (348,5 × 570 cm) de Sandro Botticelli, datée des années  1481-1482, et située à la Chapelle Sixtine du Vatican.

## Historique
Le 27 octobre 1480, Sandro Botticelli, avec d'autres peintres florentins, partit pour Rome, où il avait été appelé dans le cadre du projet de réconciliation entre Laurent de Médicis, homme d'État florentin et dirigeant de facto de la république florentine durant la Renaissance italienne, et le pape Sixte IV. Les Florentins ont commencé à travailler dans la chapelle Sixtine dès le printemps de 1481, avec Le Pérugin, qui s'y trouvait déjà.
Sandro Botticelli, aidé par de nombreux assistants, peint trois scènes. Le 17 février 1482, son contrat est renouvelé, afin de réaliser les autres scènes pour compléter la décoration de la chapelle. Cependant, le 20 février, son père meurt : il retourne alors à Florence et ne retournera plus à Rome.
La Punition des rebelles est la dernière fresque peinte par Botticelli à Rome : la fresque comprend trois scènes où Moïse apparaît représenté en vieillard à longue barbe blanche revêtu d’un manteau vert-olive recouvrant une tunique jaune.

## Thème
Le thème de la décoration est un parallèle entre les histoires de Moïse et celle du Christ, comme signe de la continuité entre l'Ancien et le Nouveau Testament. Une continuité également entre la loi divine des Tables et le message de Jésus, qui, à son tour, a choisi Pierre, le premier évêque de Rome, comme son successeur : cela entraîne ainsi une légitimation des papes de Rome, successeurs de ce dernier.

## Description
Le tableau représente les punitions infligées aux prêtres hébreux, membres des familles de Coré, Dathan et Abiron, qui ont refusé à Moïse et Aaron l'autorité civile et religieuse sur le peuple. Ils sont engloutis avec leurs familles par la terre et consumés par le feu.
Il s'agit d'une évidente allégorie du pouvoir papal et de la punition qui attend celui qui ose s'opposer à son autorité divine, surtout si l'on considère que l'épisode situé symétriquement sur la paroi opposée comporte La Remise des clefs à saint Pierre, c'est-à-dire le fondement du primat de Pierre. Moïse représente les pouvoirs civils et Aaron les ecclésiastiques, réunis par la suite en Jésus-Christ et transmis à l'église de Rome par l'intermédiaire de Pierre.
La composition doit être lue de droite vers la gauche comme tous ceux de la paroi sud :
1. À droite Josué sauve Moïse de la lapidation par les rebelles : les juifs se révoltent contre Moïse et menacent de le lapider, mais Josué se place devant lui pour le protéger ; les deux personnages représentés derrière Moïse sont le cardinal Alexandre Farnèse, futur pape Paul III, et Giulio Pomponio Leto ;
2. Au centre, avec en arrière-plan l'Arc de Constantin, Moïse soulève la verge et le feu divin disperse et tue les prêtres rebelles : les fils d’Aaron, et des Lévites qui ont pratiqué un encensement interdit s’effondrent, face au grand-prêtre Aaron, portant la tiare et une tunique bleues ;
3. À gauche la terre s'ouvre et engloutit les Lévites, à l'exception de deux jeunes situés sur deux petits nuages : les meneurs subissent la punition divine, la terre s'entrouvre sous leurs pieds ; au-dessus, les deux fils innocents de Coré sont épargnés et portés par un nuage ; en arrière-plan, l’homme en noir pourrait être un autoportrait de Botticelli.

En arrière-plan se trouve un paysage lacustre, avec des écueils et des navires ; sur la droite une basilique en ruines, inspirée de celles présentes au Forum Romanum.

## Analyse
Les peintres de la chapelle Sixtine ont adopté des conventions communes afin de fournir un travail homogène : utilisation d'une échelle dimensionnelle commune, structure rythmique et représentation du paysage commune. Ils ont également utilisé une palette commune et des finitions en or.
La qualité de l'œuvre réside tout spécialement dans la vigueur des portraits et la richesse des inventions iconographiques, qui néanmoins dans une certaine mesure forment un ensemble fragmentaire - peut-être en raison de la désorientation du peintre qui opérait dans des dimensions et sur des thèmes non conventionnels, ainsi que dans un environnement qui lui était étranger.